# Полёт Феникса (фильм, 1965)
«Полёт Феникса» (англ. The Flight of the Phoenix) — приключенческая кинодрама режиссёра Роберта Олдрича, вышедшая на экраны 15 декабря 1965 года. Экранизация одноимённого романа Эллестона Тревора.
Две номинации на премию «Оскар»: за лучшую мужскую роль второго плана (Ян Баннен) и лучший монтаж. В 2004 году был снят провалившийся ремейк этой картины, где роль Таунса исполнил Деннис Куэйд.
Картина посвящена памяти пилота и каскадёра Пола Мантца, погибшего в июле 1965 года при съёмке финальных сцен с долгожданным взлётом самолёта.

## Сюжет
Грузовой самолёт двухбалочной конструкции Fairchild C-82 Packet, летящий из Джагбуба в Бенгази, терпит крушение посреди пустыни, попав в песчаную бурю. Двое рабочих, находящихся на борту, погибают, один серьёзно повреждает ногу, но после нескольких дней мучений перерезает себе вены. Среди выживших — немолодой, прожжённый пилот Фрэнк Таунс (Джеймс Стюарт), его ближайший помощник штурман Лью Моран (Ричард Аттенборо), военные Британской армии капитан Харрис (Питер Финч) и сержант Уотсон (Рональд Фрэйзер), неуравновешенный нефтяник Траккер Кобб (Эрнест Боргнайн), а также немецкий авиационный инженер Генрих Дорфман (Харди Крюгер).
Запасы воды у этой группы совершенно разных людей ограничены, их хватит максимум на две недели, а в качестве еды есть партия сушёных фиников.
В отношениях между Таунсом и Дорфманом с самого начала нарастает напряжение — пилот, который годится немцу в дедушки, считает его заумным выскочкой, тот, в свою очередь, не верит, что Таунс — лётчик действительно высокого класса. Капитан Харрис уверен, что где-то неподалёку от места их крушения может находиться оазис, хотя Фрэнк Таунс показывает ему по карте, что он находится в 170 километрах. Он берёт с собой мексиканца Карлоса (Алекс Монтойя) и отправляется на его поиски. Кобб, которому Харрис отказал в помощи, спустя некоторое время тайком всё же уходит по их следам. Вскоре Таунс находит его труп недалеко от разбившегося самолёта.
По прошествии нескольких дней Харрис возвращается еле живой, без Карлоса, скорее всего, умершего где-то в пустыне. Тем временем Дорфман излагает всем выжившим свою безумную, на первый взгляд, идею: сконструировать новый самолёт из частей сломанного, выбросив центральный фюзеляж и правую балку с неисправным двигателем, а всех пассажиров расположить на крыльях. Таунс поначалу относится к его задумке крайне скептически, но после сдаётся под натиском друга и помощника Лью. Вся команда приступает к тяжёлой и кропотливой работе. Своё творение они называют «Фениксом».
Капитан Харрис внезапно замечает группу арабов, расположившихся в лагере за холмом. Вояка полагает, что они могут помочь, и вместо отказавшегося в последний момент трусливого сержанта Уотсона, берёт с собой доктора Рено (Кристиан Маркан). Ночью арабы уходят, жестоко убив их — перерезав обоим горло. Выживших остаётся всё меньше.
План Дорфмана входит в финальную фазу. Таунс и Моран случайно узнают, что немец на самом деле всю жизнь занимался разработками и постройкой масштабных летающих моделей самолётов, а не полноразмерных воздушных судов. Таунс поражён этим, но всё равно берётся завершить начатое, так как времени на выживание уже практически не осталось. Команда завершает «Феникс» как раз тогда, когда у них заканчиваются последние запасы воды. Мотор самолёта с трудом, но запускается, и после того, как группа оттаскивает самолёт к верхушке ближайшего холма и размещается на крыльях, он взлетает.
В финальной сцене картины ликующая команда «Феникса» приземляется возле действующей буровой.

## В ролях
- Джеймс Стюарт — капитан Фрэнк Таунс
- Ричард Аттенборо — Лью Моран
- Харди Крюгер — Генрих Дорфман
- Питер Финч — капитан Харрис
- Эрнест Боргнайн — Траккер Кобб
- Рональд Фрэйзер — сержант Уотсон
- Ян Баннен — Кроу
- Кристиан Маркан — доктор Рено
- Дэн Дьюриа — Стэндиш
- Джордж Кеннеди — Майк Беллами
- Габриэль Тинти — Габриэль
- Алекс Монтойя — Карлос